# ISO 3166-2:IR
ISO 3166-2:IR — стандарт Міжнародної організації зі стандартизації, який визначає геокоди. Є частиною стандарту ISO 3166-2, що належать Ірану. Стандарт охоплює всі тридцять одну провінцію (остан — перс. استان) ісламської республіки.

## Загальні відомості
Кожен геокод складається з двох частин: коду Alpha2 за стандартом ISO 3166-1 для Ірану — IR та додаткового двосимвольного коду, записаних через дефіс. Додатковий код утворений двозначним числом. Геокоди останів є підмножиною коду домену верхнього рівня — IR, присвоєного Ірану відповідно до стандартів ISO 3166-1.

## Геокоди Ірану
Геокоди 31-го остану адміністративно-територіального поділу Ірану.
| №* | Геокод | Адміністративна одиниця | Статус |
| -- | ------ | ----------------------- | ------ |
| 1  | IR-07  | Тегеран                 | остан  |
| 2  | IR-26  | Кум                     | остан  |
| 3  | IR-22  | Центральний (Меркезі)   | остан  |
| 4  | IR-28  | Казвін                  | остан  |
| 5  | IR-19  | Гілян                   | остан  |
| 6  | IR-03  | Ардебіль                | остан  |
| 7  | IR-11  | Зенджан                 | остан  |
| 8  | IR-01  | Східний Азербайджан     | остан  |
| 9  | IR-02  | Західний Азербайджан    | остан  |
| 10 | IR-16  | Курдистан               | остан  |
| 11 | IR-24  | Хамадан                 | остан  |
| 12 | IR-17  | Керманшах               | остан  |
| 13 | IR-05  | Ілам                    | остан  |
| 14 | IR-20  | Лурестан                | остан  |
| 15 | IR-10  | Хузестан                | остан  |
| 16 | IR-08  | Чехармехаль і Бахтиарія | остан  |
| 17 | IR-18  | Кохгілує і Боєрахмед    | остан  |
| 18 | IR-06  | Бушер                   | остан  |
| 19 | IR-14  | Фарс                    | остан  |
| 20 | IR-23  | Хормозган               | остан  |
| 21 | IR-13  | Систан і Белуджистан    | остан  |
| 22 | IR-15  | Керман                  | остан  |
| 23 | IR-25  | Єзд                     | остан  |
| 24 | IR-04  | Ісфахан                 | остан  |
| 25 | IR-12  | Семнан                  | остан  |
| 26 | IR-21  | Мазендеран              | остан  |
| 27 | IR-27  | Голестан                | остан  |
| 28 | IR-31  | Північний Хорасан       | остан  |
| 29 | IR-30  | Хорасан-Резаві          | остан  |
| 30 | IR-29  | Південний Хорасан       | остан  |
| 31 | IR-09  | Альборз                 | остан  |

* Позиції адміністративних одиниць згідно мапи «Адміністративний поділ Ірану».

## Геокоди прикордонних для Ірану держав
- Туреччина — ISO 3166-2:TR (на північному заході),
- Вірменія — ISO 3166-2:AM (на північному заході),
- Азербайджан — ISO 3166-2:AZ (на північному заході),
- Туркменістан — ISO 3166-2:TM (на півночі),
- Афганістан — ISO 3166-2:AF (на сході),
- Пакистан — ISO 3166-2:PK (на сході),
- Оман — ISO 3166-2:OM (на півдні, морський кордон),
- ОАЕ — ISO 3166-2:AE (на південному заході, морський кордон),
- Саудівська Аравія — ISO 3166-2:SA (на південному заході, морський кордон),
- Ірак — ISO 3166-2:IQ (на заході).